# Artykuły marszałkowskie
Artykuły marszałkowskie – przepisy policyjne obowiązujące w miejscu trwania sesji sejmu, wydawane w XVI wieku przez marszałka sejmowego. W XVII wieku kompetencję tę przejął marszałek wielki koronny. Od 1678 artykuły marszałkowskie nabrały cech konstytucji sejmowych, były umieszczane pomiędzy nimi.